# Aveiro (circonscription électorale)
Pour les articles homonymes, voir Aveiro (homonymie).
La circonscription électorale d'Aveiro est une circonscription électorale du Portugal, utilisée pour les élections législatives.
Ses frontières correspondent au district du même nom.

## Résultats

### Années 2020

#### 2025
| Parti                                      | Parti                                                   | Voix    | %     | +/-  | Sièges | +/-           |
| ------------------------------------------ | ------------------------------------------------------- | ------- | ----- | ---- | ------ | ------------- |
|                                            | AD – Coalition PSD/CDS (PPD/PSD.CDS-PP)                 | 163 669 | 40,52 | 4,40 | 7      | en stagnation |
|                                            | Parti socialiste (PS)                                   | 90 030  | 22,29 | 6,19 | 4      | 1             |
|                                            | Chega (CH)                                              | 85 834  | 21,25 | 3,51 | 4      | 1             |
|                                            | Initiative libérale (IL)                                | 23 452  | 5,81  | 0,55 | 1      | en stagnation |
|                                            | LIBRE (L)                                               | 12 752  | 3,16  | 0,85 | 0      | en stagnation |
|                                            | Bloc de gauche (BE)                                     | 7 028   | 1,74  | 2,48 | 0      | en stagnation |
|                                            | Alternative démocratique nationale (ADN)                | 6 989   | 1,73  | 0,33 | 0      | en stagnation |
|                                            | Personnes–Animaux–Nature (PAN)                          | 5 134   | 1,27  | 0,50 | 0      | en stagnation |
|                                            | Coalition démocratique unitaire (PCP-PEV)               | 4 924   | 1,22  | 0,19 | 0      | en stagnation |
|                                            | Parti communiste des travailleurs portugais (PCTP/MRPP) | 1 008   | 0,25  | 0,04 | 0      | en stagnation |
|                                            | Réagir, inclure, recycler (RIR)                         | 936     | 0,23  | 0,24 | 0      | en stagnation |
|                                            | Volt Portugal (VP)                                      | 580     | 0,14  | 0,01 | 0      | en stagnation |
|                                            | Ergue-te (E)                                            | 525     | 0,13  | 0,05 | 0      | en stagnation |
|                                            | Nouvelle Droite (ND)                                    | 472     | 0,12  | 0,14 | 0      | en stagnation |
|                                            | Parti populaire monarchiste (PPM)                       | 304     | 0,08  | N/A  | 0      | en stagnation |
|                                            | Nous, citoyens ! (NC)                                   | 289     | 0,07  | Abs. | 0      | en stagnation |
|                                            |                                                         |         |       |      |        |               |
| Suffrages exprimés                         | Suffrages exprimés                                      | 403 926 | 97,49 |      |        |               |
| Votes blancs                               | Votes blancs                                            | 6 649   | 1,60  |      |        |               |
| Votes invalides                            | Votes invalides                                         | 3 771   | 0,91  |      |        |               |
| Total                                      | Total                                                   | 414 346 | 100   | –    | 16     | en stagnation |
| Abstentions                                | Abstentions                                             | 227 699 | 35,46 |      |        |               |
| Inscrits/Participation                     | Inscrits/Participation                                  | 642 045 | 64,54 |      |        |               |
|                                            |                                                         |         |       |      |        |               |
| Source: Commission nationale des élections |                                                         |         |       |      |        |               |

| Parti                                                                          | Parti                                                  | Parti | Parti   | Députés |
| ------------------------------------------------------------------------------ | ------------------------------------------------------ | ----- | ------- | --- |
|                                                                                | AD                                                     |       | PPD/PSD | \| - Luis Montenegro - Emidio Ferreira - Maria Paula Cardoso - Silvério Rodrigues \| - Salvador Ferreira - Adriana da Silva - Almiro Santos \| |
|                                                                                | PS                                                     | PS    | PS      | - Pedro Nuno Santos - Susana Lopes - Hugo Matos - Carlos de Andrade                                                                            |
|                                                                                | CH                                                     | CH    | CH      | - Pedro Gonçalves - Maria José Gomes - Armando da Silva - Pedro Tavares                                                                        |
|                                                                                | IL                                                     | IL    | IL      | - Mario Amorim |
| - Luis Montenegro - Emidio Ferreira - Maria Paula Cardoso - Silvério Rodrigues | - Salvador Ferreira - Adriana da Silva - Almiro Santos |       |         | |

#### 2024
| Parti                                      | Parti                                                   | Voix    | %     | +/-   | Sièges | +/-           |
| ------------------------------------------ | ------------------------------------------------------- | ------- | ----- | ----- | ------ | ------------- |
|                                            | Alliance démocratique (AD) (PSD-PP-PPM)                 | 148 861 | 36,12 | 2,90  | 7      | en stagnation |
|                                            | Parti socialiste (PS)                                   | 117 369 | 28,48 | 11,95 | 5      | 3             |
|                                            | Chega (CH)                                              | 73 122  | 17,74 | 11,97 | 3      | 2             |
|                                            | Initiative libérale (IL)                                | 21 671  | 5,26  | 0,69  | 1      | 1             |
|                                            | Bloc de gauche (BE)                                     | 17 383  | 4,22  | 0,46  | 0      | en stagnation |
|                                            | Libre (L)                                               | 9 519   | 2,31  | 1,50  | 0      | en stagnation |
|                                            | Personnes–Animaux–Nature (PAN)                          | 7 302   | 1,77  | 0,48  | 0      | en stagnation |
|                                            | Coalition démocratique unitaire (CDU)                   | 5 829   | 1,41  | 0,43  | 0      | en stagnation |
|                                            | Alternative démocratique nationale (ADN)                | 5 754   | 1,40  | 1,21  | 0      | en stagnation |
|                                            | Réagir, inclure, recycler (RIR)                         | 1 924   | 0,47  | 0,04  | 0      | en stagnation |
|                                            | Parti communiste des travailleurs portugais (PCTP/MRPP) | 1 207   | 0,29  | 0,11  | 0      | en stagnation |
|                                            | Nouvelle Droite (ND)                                    | 1 075   | 0,26  | Nv.   | 0      | en stagnation |
|                                            | Volt Portugal (VP)                                      | 611     | 0,15  | 0,03  | 0      | en stagnation |
|                                            | Ergue-te (E)                                            | 344     | 0,08  | 0,02  | 0      | en stagnation |
|                                            | Alternative 21 (MPT-A)                                  | 205     | 0,05  | 0,09  | 0      | en stagnation |
|                                            |                                                         |         |       |       |        |               |
| Suffrages exprimés                         | Suffrages exprimés                                      | 412 176 | 97,27 |       |        |               |
| Votes blancs                               | Votes blancs                                            | 7 030   | 1,66  |       |        |               |
| Votes nuls                                 | Votes nuls                                              | 4 528   | 1,07  |       |        |               |
| Total                                      | Total                                                   | 423 734 | 100   | -     | 16     | en stagnation |
| Abstention                                 | Abstention                                              | 218 352 | 34,01 |       |        |               |
| Inscrits/Participation                     | Inscrits/Participation                                  | 642 086 | 65,00 |       |        |               |
|                                            |                                                         |         |       |       |        |               |
| Source: Commission nationale des élections |                                                         |         |       |       |        |               |

| - Ângela Almeida - Paula Cardoso - Paulo Cavaleiro - Salvador Malheiro | - Almiro Moreira - Silvério Regalado - Emidio Sousa |

| - Filipe Neto - Susana Correia - Hugo Oliveira | - Claudia Santos - Pedro Nuno Santos |

#### 2022
| Parti                                      | Parti                                                   | Voix    | %     | +/-  | Sièges | +/-           |
| ------------------------------------------ | ------------------------------------------------------- | ------- | ----- | ---- | ------ | ------------- |
|                                            | Parti socialiste (PS)                                   | 144 333 | 40,43 | 1,74 | 8      | 1             |
|                                            | Parti social-démocrate (PPD/PSD)                        | 130 250 | 36,51 | 1,26 | 7      | 1             |
|                                            | Chega (CH)                                              | 20 570  | 5,77  | 4,99 | 1      | 1             |
|                                            | Bloc de gauche (BE)                                     | 16 706  | 4,68  | 5,78 | 0      | 2             |
|                                            | Initiative libérale (IL)                                | 16 294  | 4,57  | 3,51 | 0      | en stagnation |
|                                            | CDS – Parti populaire (CDS-PP)                          | 8 966   | 2,51  | 3,48 | 0      | 1             |
|                                            | Coalition démocratique unitaire (CDU)                   | 6 560   | 1,84  | 1,36 | 0      | en stagnation |
|                                            | Personnes–Animaux–Nature (PAN)                          | 4 606   | 1,29  | 1,82 | 0      | en stagnation |
|                                            | Libre (L)                                               | 2 883   | 0,81  | 0,09 | 0      | en stagnation |
|                                            | Réagir, inclure, recycler (RIR)                         | 1 822   | 0,51  | 0,31 | 0      | en stagnation |
|                                            | Parti communiste des travailleurs portugais (PCTP/MRPP) | 1 414   | 0,40  | 0,16 | 0      | en stagnation |
|                                            | Alternative démocratique nationale (ADN)                | 677     | 0,19  | 0,02 | 0      | en stagnation |
|                                            | Parti de la Terre (MPT)                                 | 491     | 0,14  | 0,07 | 0      | en stagnation |
|                                            | Volt Portugal (VP)                                      | 433     | 0,12  | Nv.  | 0      | en stagnation |
|                                            | Mouvement Alternative socialiste (MAS)                  | 403     | 0,11  | Abs. | 0      | en stagnation |
|                                            | Ergue-te (E)                                            | 217     | 0,06  | 0,14 | 0      | en stagnation |
|                                            | Ensemble pour le peuple (JPP)                           | 193     | 0,05  | 0,03 | 0      | en stagnation |
|                                            |                                                         |         |       |      |        |               |
| Suffrages exprimés                         | Suffrages exprimés                                      | 356 707 | 97,76 |      |        |               |
| Votes blancs                               | Votes blancs                                            | 4 743   | 1,30  |      |        |               |
| Votes nuls                                 | Votes nuls                                              | 3 425   | 0,94  |      |        |               |
| Total                                      | Total                                                   | 364 875 | 100   | -    | 16     | en stagnation |
| Abstention                                 | Abstention                                              | 277 748 | 43,22 |      |        |               |
| Inscrits/Participation                     | Inscrits/Participation                                  | 642 623 | 56,78 |      |        |               |
|                                            |                                                         |         |       |      |        |               |
| Source: Commission nationale des élections |                                                         |         |       |      |        |               |

| - Bruno Aragão - Filipe Neto - Susana Correia - Hugo Oliveira | - Joana Sá Pereira - Claudia Santos - Porfirio Silva - Pedro Nuno Santos |

| - Paula Cardoso - Helga Correia - Rui Cruz - Antonio Topa | - Ricardo Sousa - Rui Vilar - Carla Madureira |

### Années 2010

#### 2019
| Parti                                      | Parti                                              | Voix    | %     | +/-  | Sièges | +/-           |
| ------------------------------------------ | -------------------------------------------------- | ------- | ----- | ---- | ------ | ------------- |
|                                            | Parti socialiste (PS)                              | 120 870 | 36,05 | 6,97 | 7      | 2             |
|                                            | Parti social-démocrate (PPD/PSD)                   | 118 165 | 35,25 | N/A  | 6      | 2             |
|                                            | Bloc de gauche (BE)                                | 35 074  | 10,46 | 0,46 | 2      | 1             |
|                                            | CDS – Parti populaire (CDS-PP)                     | 20 070  | 5,99  | N/A  | 1      | 1             |
|                                            | Coalition démocratique unitaire (CDU)              | 10 742  | 3,20  | 1,34 | 0      | en stagnation |
|                                            | Personnes–Animaux–Nature (PAN)                     | 10 442  | 3,11  | 2,08 | 0      | en stagnation |
|                                            | Initiative libérale (IL)                           | 3 566   | 1,06  | Nv.  | 0      | en stagnation |
|                                            | Réagir, inclure, recycler (RIR)                    | 2 750   | 0,82  | Nv.  | 0      | en stagnation |
|                                            | Chega (CH)                                         | 2 601   | 0,78  | Nv.  | 0      | en stagnation |
|                                            | Libre (L)                                          | 2 410   | 0,72  | 0,25 | 0      | en stagnation |
|                                            | Alliance (A)                                       | 2 179   | 0,65  | Nv.  | 0      | en stagnation |
|                                            | Parti communiste des travailleurs portugais (PCTP) | 1 892   | 0,56  | 0,40 | 0      | en stagnation |
|                                            | Parti de la Terre (MPT)                            | 715     | 0,21  | 0,17 | 0      | en stagnation |
|                                            | Parti uni des retraités (PURP)                     | 701     | 0,21  | 0,03 | 0      | en stagnation |
|                                            | Parti national rénovateur (PNR)                    | 677     | 0,20  | 0,28 | 0      | en stagnation |
|                                            | Nous, citoyens ! (NC)                              | 622     | 0,18  | 0,10 | 0      | en stagnation |
|                                            | Parti démocratique républicain (PDR)               | 562     | 0,17  | 1,19 | 0      | en stagnation |
|                                            | Parti travailliste portugais (PTP)                 | 560     | 0,17  | 0,19 | 0      | en stagnation |
|                                            | Parti populaire monarchiste (PPM)                  | 390     | 0,12  | 0,25 | 0      | en stagnation |
|                                            | Ensemble pour le peuple (JPP)                      | 266     | 0,08  | 0,05 | 0      | en stagnation |
|                                            |                                                    |         |       |      |        |               |
| Suffrages exprimés                         | Suffrages exprimés                                 | 335 254 | 95,22 |      |        |               |
| Votes blancs                               | Votes blancs                                       | 10 596  | 3,01  |      |        |               |
| Votes nuls                                 | Votes nuls                                         | 6 243   | 1,77  |      |        |               |
| Total                                      | Total                                              | 352 093 | 100   | -    | 16     | en stagnation |
| Abstention                                 | Abstention                                         | 293 557 | 45,47 |      |        |               |
| Inscrits/Participation                     | Inscrits/Participation                             | 645 650 | 54,53 |      |        |               |
|                                            |                                                    |         |       |      |        |               |
| Source: Commission nationale des élections |                                                    |         |       |      |        |               |

| - Filipe Neto - Susana Correia - Hugo Oliveira - Joana Sá Pereira | - Cláudia Santos - Porfirio Silva - Pedro Nuno Santos |

| - Bruno Coimbra - Helga Correia - Carla Madureira | - André Neves - Antonio Topa - Ana Miguel dos Santos |

#### 2015
| Parti                                      | Parti                                                            | Voix    | %     | +/-  | Sièges | +/-           |
| ------------------------------------------ | ---------------------------------------------------------------- | ------- | ----- | ---- | ------ | ------------- |
|                                            | Portugal en avant (PàF) (PPD/PSD-CDS-PP)                         | 177 321 | 50,17 | 9,63 | 10     | en stagnation |
|                                            | Parti socialiste (PS)                                            | 102 769 | 29,08 | 2,04 | 5      | en stagnation |
|                                            | Bloc de gauche (BE)                                              | 35 347  | 10,00 | 4,76 | 1      | en stagnation |
|                                            | Coalition démocratique unitaire (CDU)                            | 16 051  | 4,54  | 0,27 | 0      | en stagnation |
|                                            | Parti démocrate républicain (PDR)                                | 4 799   | 1,36  | Nv.  | 0      | en stagnation |
|                                            | Personnes–Animaux–Nature (PAN)                                   | 3 630   | 1,03  | 0,21 | 0      | en stagnation |
|                                            | Parti communiste des travailleurs portugais (PCTP)               | 3 387   | 0,96  | 0,07 | 0      | en stagnation |
|                                            | Parti national rénovateur (PNR)                                  | 1 699   | 0,48  | 0,11 | 0      | en stagnation |
|                                            | LIBRE (L)                                                        | 1 659   | 0,47  | Nv.  | 0      | en stagnation |
|                                            | Parti de la Terre (MPT)                                          | 1 328   | 0,38  | 0,03 | 0      | en stagnation |
|                                            | Parti populaire monarchiste (PPM)                                | 1 298   | 0,37  | 0,09 | 0      | en stagnation |
|                                            | AGIR (PTP-MAS)                                                   | 1 270   | 0,36  | 0,09 | 0      | en stagnation |
|                                            | Nous, citoyens ! (NC)                                            | 1 009   | 0,28  | Nv.  | 0      | en stagnation |
|                                            | Parti de la citoyenneté et de la démocratie chrétienne (PPV/CDC) | 802     | 0,23  | 0,04 | 0      | en stagnation |
|                                            | Parti uni des retraités (PURP)                                   | 635     | 0,18  | Nv.  | 0      | en stagnation |
|                                            | Ensemble pour le peuple (JPP)                                    | 448     | 0,13  | Nv.  | 0      | en stagnation |
|                                            |                                                                  |         |       |      |        |               |
| Suffrages exprimés                         | Suffrages exprimés                                               | 353 452 | 95,86 |      |        |               |
| Votes blancs                               | Votes blancs                                                     | 9 159   | 2,48  |      |        |               |
| Votes nuls                                 | Votes nuls                                                       | 6 123   | 1,66  |      |        |               |
| Total                                      | Total                                                            | 368 734 | 100   | -    | 16     | en stagnation |
| Abstention                                 | Abstention                                                       | 288 723 | 43,91 |      |        |               |
| Inscrits/Participation                     | Inscrits/Participation                                           | 657 457 | 56,09 |      |        |               |
|                                            |                                                                  |         |       |      |        |               |
| Source: Commission nationale des élections |                                                                  |         |       |      |        |               |

| - Amadeu Soares - Regina Bastos - Bruno Coimbra - Helga Correia | - Susana Lamas - Luís Montenegro - Ulisses Pereira - Antonio Topa |

| - Rosa Albernaz - Fernando Rocha Andrade - Filipe Neto | - Pedro Nuno Santos - Porfirio Silva |

#### 2011
| Parti                                      | Parti                                              | Voix    | %     | +/-   | Sièges | +/-           |
| ------------------------------------------ | -------------------------------------------------- | ------- | ----- | ----- | ------ | ------------- |
|                                            | Parti social-démocrate (PPD/PSD)                   | 170 869 | 46,36 | 10,71 | 8      | 1             |
|                                            | Parti socialiste (PS)                              | 99 652  | 27,04 | 7,78  | 5      | 1             |
|                                            | CDS – Parti populaire (CDS-PP)                     | 49 539  | 13,44 | 0,05  | 2      | en stagnation |
|                                            | Bloc de gauche (BE)                                | 19 327  | 5,24  | 4,01  | 1      | en stagnation |
|                                            | Coalition démocratique unitaire (CDU)              | 15 729  | 4,27  | 0,31  | 0      | en stagnation |
|                                            | Parti communiste des travailleurs portugais (PCTP) | 3 284   | 0,89  | 0,11  | 0      | en stagnation |
|                                            | Personnes–Animaux–Nature (PAN)                     | 3 040   | 0,82  | Nv.   | 0      | en stagnation |
|                                            | Parti national rénovateur (PNR)                    | 1 354   | 0,37  | 0,19  | 0      | en stagnation |
|                                            | Mouvement Espoir pour le Portugal (MEP)            | 1 318   | 0,36  | 0,04  | 0      | en stagnation |
|                                            | Parti de la Terre (MPT)                            | 1 297   | 0,35  | 0,18  | 0      | en stagnation |
|                                            | Parti populaire monarchiste (PPM)                  | 1 046   | 0,28  | 0,02  | 0      | en stagnation |
|                                            | Parti travailliste portugais (PTP)                 | 993     | 0,27  | Nv.   | 0      | en stagnation |
|                                            | Portugal Pro-vie (PPV)                             | 720     | 0,19  | 0,01  | 0      | en stagnation |
|                                            | Parti démocrate de l'Atlantique (PDA)              | 408     | 0,11  | Abs.  | 0      | en stagnation |
|                                            |                                                    |         |       |       |        |               |
| Suffrages exprimés                         | Suffrages exprimés                                 | 368 576 | 95,91 |       |        |               |
| Votes blancs                               | Votes blancs                                       | 11 055  | 2,87  |       |        |               |
| Votes nuls                                 | Votes nuls                                         | 4 705   | 1,22  |       |        |               |
| Total                                      | Total                                              | 384 336 | 100   | -     | 16     | en stagnation |
| Abstention                                 | Abstention                                         | 267 116 | 41,00 |       |        |               |
| Inscrits/Participation                     | Inscrits/Participation                             | 651 452 | 59,00 |       |        |               |
|                                            |                                                    |         |       |       |        |               |
| Source: Commission nationale des élections |                                                    |         |       |       |        |               |

| - Amadeu Soares - Paula Cardoso - Paulo Cavaleiro - Bruno Coimbra | - Luís Montenegro - Ulisses Pereira - Carla Rodrigues - Couto Dos Santos |

| - Rosa Albernaz - Helena André - Filipe Neto | - Sergio Sousa Pinto - Pedro Nuno Santos |